# Deneb
Deneb (Alfa del Cigne / α Cygni) és l'estel més brillant de la constel·lació del Cigne, de magnitud aparent –1,25 i magnitud absoluta –7,0 (el 19è més brillant del nostre cel), és unes dinou vegades més massiu que el Sol i el seu diàmetre unes dues-centes vegades més llarg. Deneb està situat a uns 800 pc del sistema solar, és un estel supergegant blanc de tipus espectral A2Ia i prototip d'una classe d'estels variables coneguts com a variables Alfa Cygni. És l'únic estel de la constel·lació del Cigne inclòs en la llista dels 58 estels de navegació.

## Nom

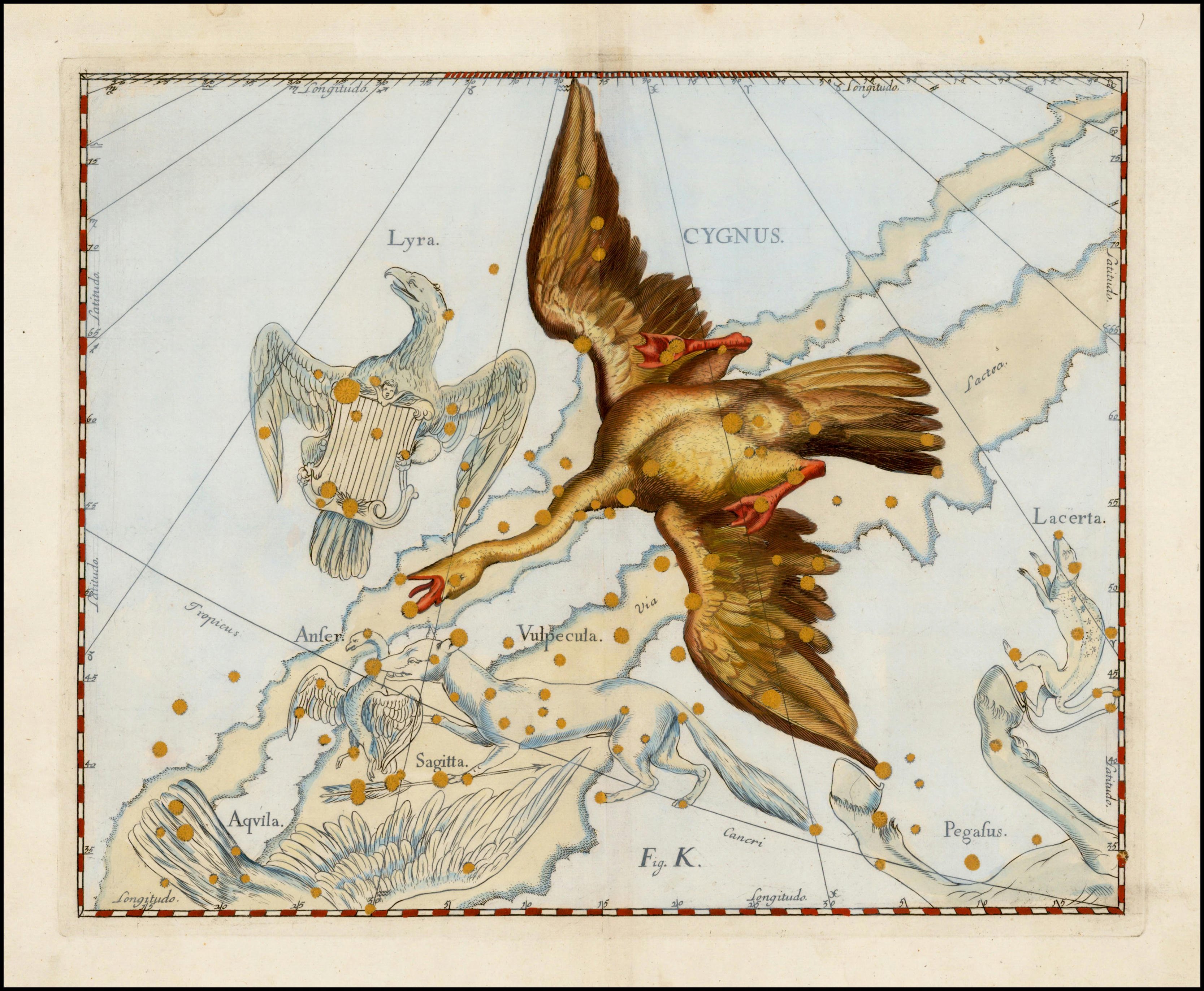
Constel·lació del Cigne segons l'astrònom polonès Johannes Hevelius (1611-1687).

El nom «Deneb» prové de l'àrab ذَنَب الدَّجَاجَة, ḏanab ad-dajāja, ‘cua de gallina’, de ذَنَب ḏanab, ‘cua’ i دَجَاجَة, dajāja, ‘gallina’. El nom fa referència al fet que aquest estel està situat en la cua de la constel·lació del Cigne, una figura clàssica que es veu volant perpètuament cap al sud, seguint la ruta de la Via Làctia. El nom fou aprovat oficialment pel Grup de treball de la Unió Astronòmica Internacional (IAU) sobre noms d'estrelles (WGSN) per a Alfa Cygni el 30 de juny de 2016.
A les Taules alfonsines, compilades a Castella per Alfons X al segle xiii, Deneb figura com a Denebadigege. Variants similars inclouen Deneb Adige i Denebedigege. L'uranògraf alemany Johann Bayer (1572-1625) es referí a l'estrella com a Arrioph (d'Al Ridf, ‘el més posterior’) o Gallina.

## Constel·lació

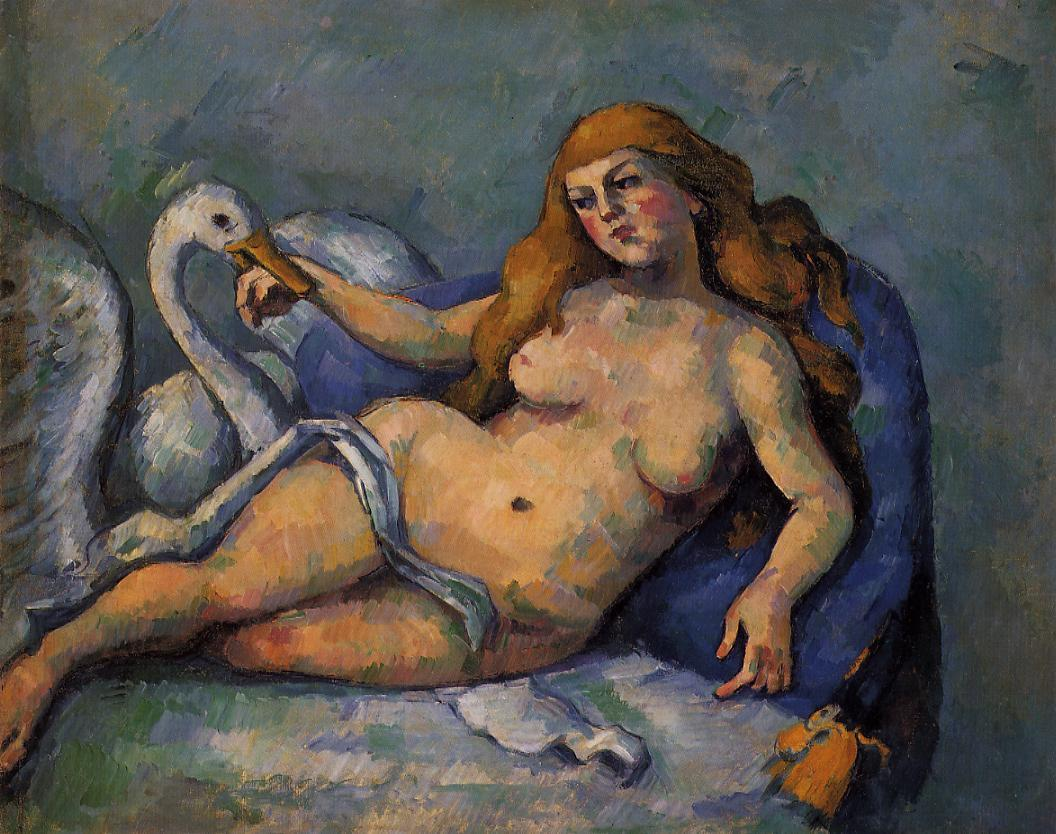
Leda i el cigne, de Paul Cezanne (1839-1906).

La constel·lació del Cigne s'associa a diversos mites grecs, el més freqüent és el de la reina espartana Leda, que donà a llum dos parells de bessons, els immortals Pòl·lux i Helena i els mortals Càstor i Clitemnestra. Aquests bessons foren engendrats el mateix dia; els mortals pel marit de Leda, el rei Tindàreu, i els immortals pel déu Zeus, que seduí Leda sota l'aparença d'un bell cigne. Helena és coneguda com a Helena de Troia, el seu rapte per Paris provocà la Guerra de Troia tal com es narra a la Ilíada d'Homer.

També podria representar Orfeu, metamorfosat en cigne després del seu assassinat i posat al cel que devora la seva Lira. Segons una altra faula, aquesta constel·lació representa el jove amant de Faetont. Faetont fou fulminat per Zeus quan perdé el control del carro del Sol, i caigué al riu Erídan, i el seu amant plorà tant que Zeus el transformà en una au aquàtica que porta el seu nom: Cigne. Els déus van quedar tan tocats per la devoció de Cigne que el van convertir en un cigne i el van situar entre les estrelles.

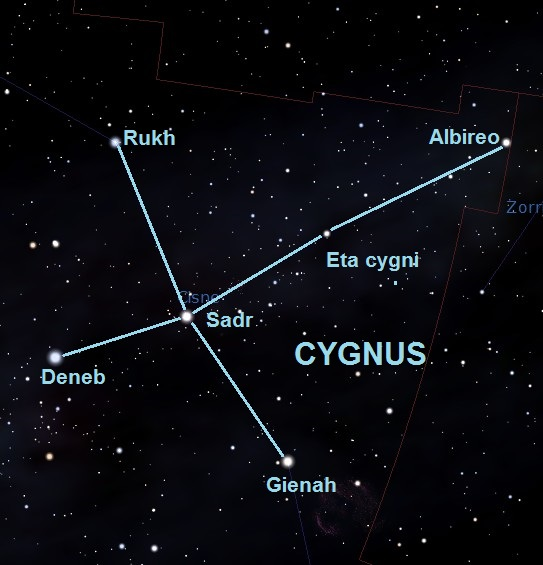
Asterisme de la constel·lació del Cigne. Albireo està situat al cap del cigne, Deneb a la cua, Sadr al cos, eta Cygni al coll i Rukh i Giennah a les ales.

En la constel·lació del Cigne, Deneb se situa a la cua del cigne. Té forma d'una creu amb Deneb al damunt, és l'asterisme de la Creu del Nord, que correspon gairebé a la constel·lació del Cigne. Julius Schiller (c. 1580- 627), advocat alemany, el 1627 publicà un atles d'estels amb noms cristians i anomenà aquest asterisme «la creu sostinguda per santa Elena». A l'hemisferi nord s'alça en el cel sobre un costat als inicis de l'estiu. Deneb és visible durant tot l'any per als observadors que viuen al nord de la latitud 45° N i no es pot veure en absolut al sud de la latitud 45° S. A Mart, Deneb és l'estrella del Pol Nord (l'estrella visible més propera al pol nord celeste). A la Terra Deneb serà l'estrella del Pol Nord cap a l'any 9800. Només arribarà a 7° del pol i no marcarà el nord real amb tanta precisió com ho fa actualment Polaris o estel del Nord.

Triangle d'estiu.

Deneb també és el vèrtex occidental del Triangle d'estiu. Les altres dues estrelles d'aquest asterisme són Vega, de la constel·lació de la Lira, i Altair, de la constel·lació de l'Àguila. Les tres estrelles del Triangle d'estiu són tres estrelles blanques de classe espectral A (amb Deneb, una supergegant A2Ia) que tenen temperatures superficials similars: Vega, a 9 600 K, és la més calenta, Altair a 7 377 K és la més freda, i Deneb radia a una temperatura efectiva de 8 525 K.
En la mitologia xinesa, Deneb s'associa amb el mite del pastor i la noia teixidora. En un vell conte, Niu Lang (el pastor) i Zhi Nü (la teixidora) eren amants separats per la Via Làctia. Només es podien reunir un cop l'any, quan un estol de garses formava un pont. Deneb formava part d'un asterisme que representava un pont sobre la Via Làctia. S'associà amb el pont de les garses o, alternativament, amb una fada que acompanyava els amants quan es trobaven. Formava part de la mansió Girl més gran, una de les mansions del nord de la Tortuga Negra.

## Característiques

Estimacions del radi de Deneb indiquen que és entre 180 i 203 vegades superior al del Sol. A la dreta, la mida aproximada del Sol comparat amb Deneb.

Deneb és un veritable supergegant; el seu diàmetre, calculat de la seva temperatura i lluminositat, és 203 vegades el del Sol. Les mesures directes del seu diàmetre angular (només uns 0,002 segons d'arc) donen un valor molt similar de 180 vegades el solar. Si l'estel estigués al centre del sistema solar, Deneb arribaria fins a l'òrbita de la Terra. Encara que no és de lluny l'estel més brillant de la galàxia, Deneb sí que és una de les més grans del seu tipus.
La gravetat superficial és baixa perquè Deneb té un diàmetre molt gran malgrat que la seva massa sigui dinou vegades superior a la del Sol. El valor que hom pot trobar a la literatura científica és log g = 1,10 ± 0,05 (cgs), que equival a 0,126 m s–2.
La metal·licitat de Deneb és [Fe/H] = –0,25 dex, això vol dir que la seva abundància de ferro és 10−0,25 ≈ 0,56 vegades la del Sol o, cosa que és equivalent, un 56 % de la metal·licitat solar.
Deneb és només una mica més tènue que Pòl·lux a la constel·lació dels Bessons i Fomalhaut a la del Peix Austral, i només eclipsa Mimosa a la de la Creu del Sud i Regulus a la del Lleó. Encara que Vega i Altair, els seus companys al Triangle d'estiu, siguin bastant lluminosos, són de primera magnitud perquè estan a prop del sistema solar, només a uns 25 anys llum de mitjana. Deneb, en canvi, podria estar a uns 2 600 anys llum (802±66 pc). Si hom suposa aquesta distància, la seva lluminositat d'1,96 × 105 {\displaystyle L_{\odot }} (lluminositat solar) la fa l'estel més brillant conegut a la galàxia dins de la seva classe (és a dir, en la seva temperatura o classe espectral). Si ocupés la posició de Vega, Deneb brillaria com una lluna creixent bastant desenvolupada.

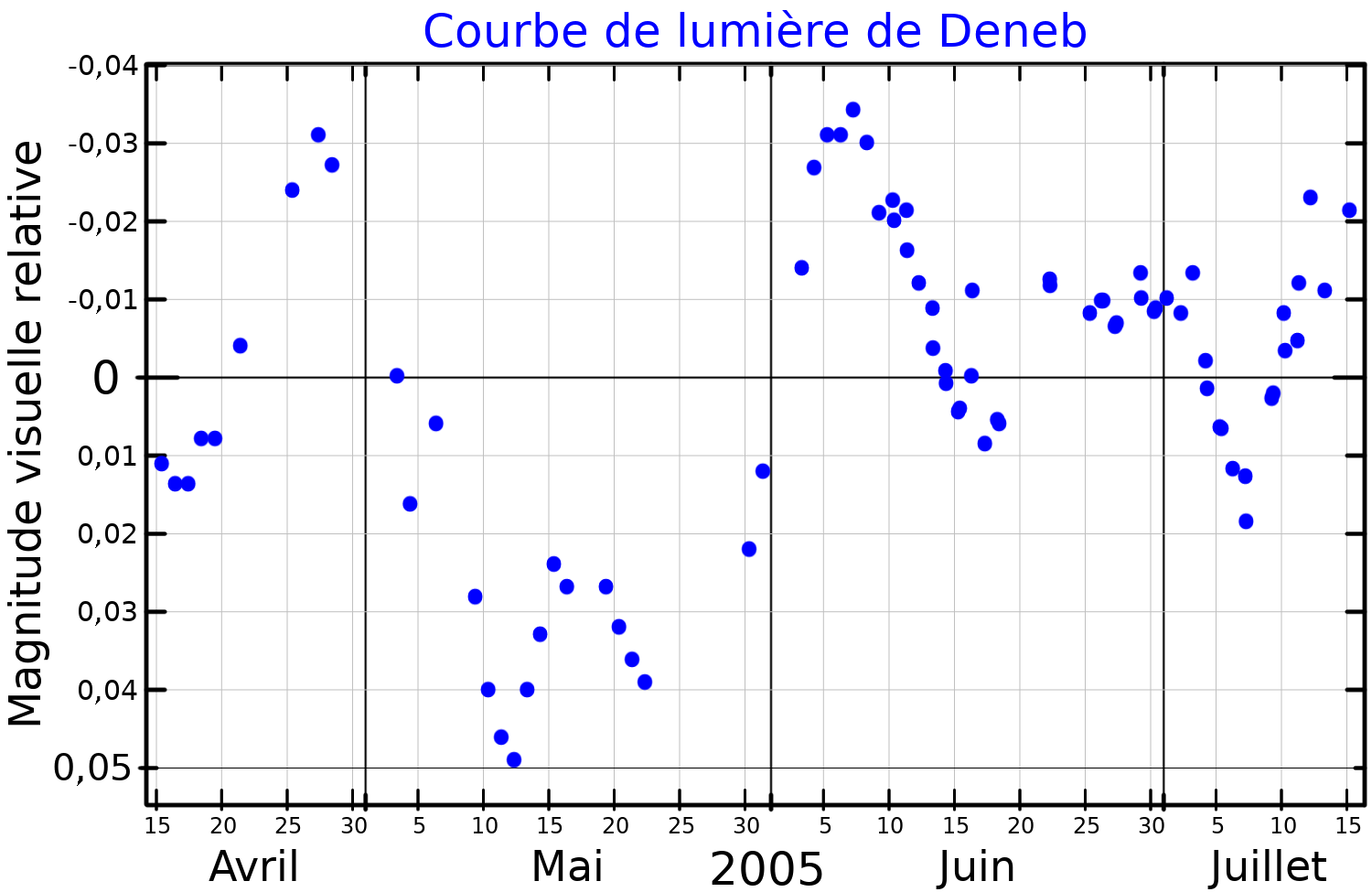
Corba de lluminositat de Deneb on s'observa la seva variació el 2005 entre l'abril i el juliol.

Una de les característiques més destacades de Deneb és que és un estel variable. S'ha observat que la seva brillantor varia entre 1,21 i 1,29 de magnitud. La brillantor de l'estrella fluctua ràpidament a causa de pulsacions amb períodes múltiples, que oscil·len entre 6,9 i 100,8 dies. Un estudi del 2019 trobà un període més llarg d'uns 800 dies. Deneb s'ha agafat com a prototip d'una classe d'estels variables coneguts com a variables Alfa Cygni, entre els quals es troben Rigel, Saiph, Alnilam o Aludra. Aquests estrels són supergegants de classe B o A que presenten canvis de brillantor de l'ordre de 0,1 magnituds.
La velocitat radial de Deneb, mesurada com a la seva component en la direcció d'observació, és de 20 ± 2 km s–1. Tanmateix, les mesures de velocitats radials de Deneb mostren pulsacions semiregulars amb un període dominant d'uns dotze dies. També s'han descobert molts altres períodes de menor amplitud. S'ha observat que després que les pulsacions de gran amplitud semblen esmorteir-se, abruptament nous conjunts de pulsacions s'inicien en una fracció d'un dia. Cinc d'aquestes represes es produïren amb intervals de mitjana de 72,4 ± 0,3 dies. Aquestes represes semblen començar en qualsevol fase durant les pulsacions. Hom desconeix aquest comportament en cap altre estel. Sense cap evidència de duplicitat, hom no pot explicar aquest comportament com a causa d'un company en una òrbita altament excèntrica. Deneb és un dels variables blancs lluminosos (supergegants) i aquestes represes poden estar relacionades amb les microvariacions produïdes en capes convectives per sota de les seves atmosferes, xocs i rarefaccions impulsats per pulsacions o interaccions pulsació-convecció.

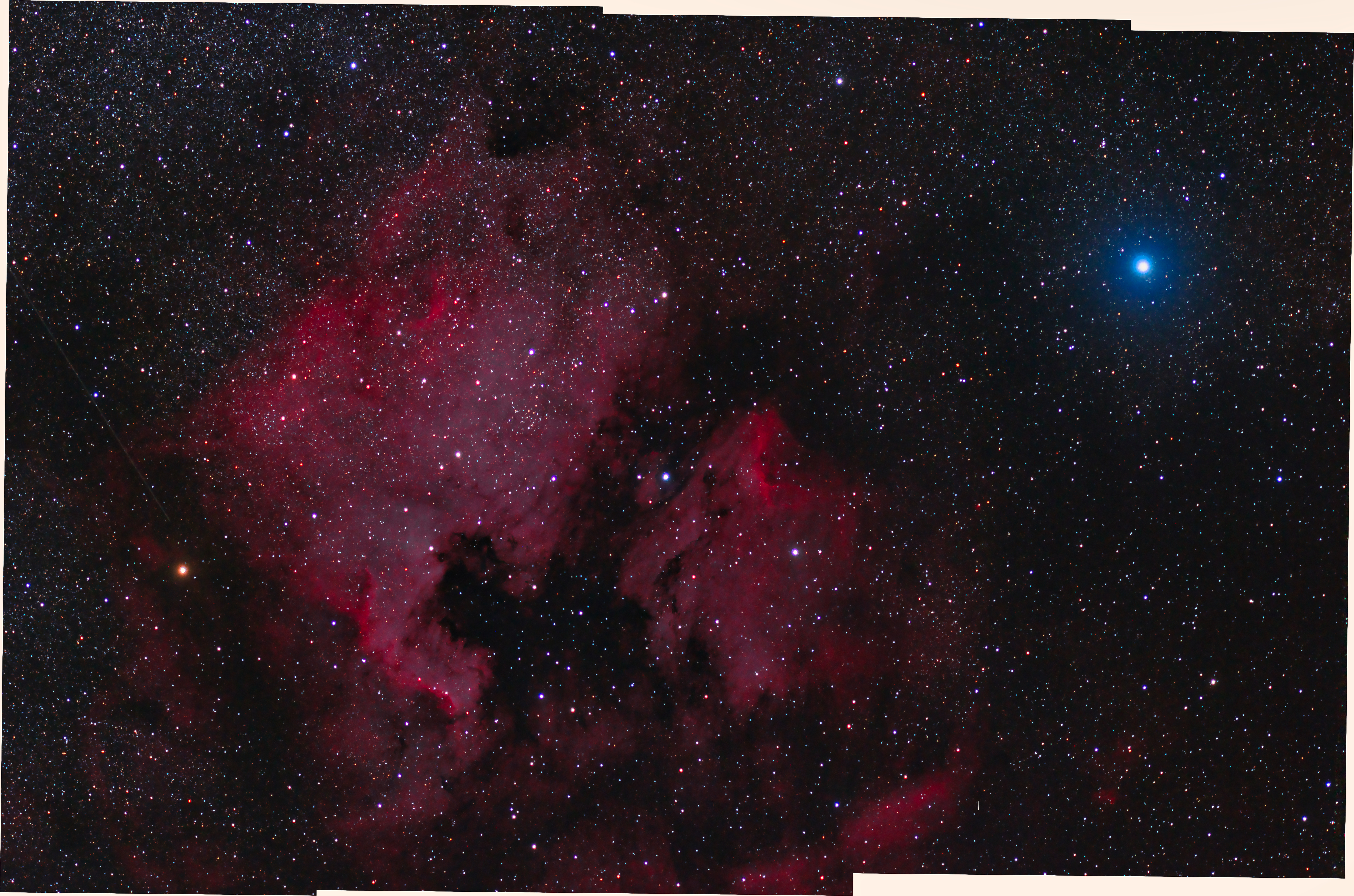
Deneb a la part superior de la dreta amb la nebulosa d'Amèrica del Nord (NGC 7000) a l'esquerra i la nebulosa del Pelicà (IC 5070) al mig.

L'estel està evolucionant i ha parat de fusionar hidrogen en el nucli estel·lar. El que fa exactament no se sap. Inicià la seva vida com un estel d'unes 23 masses solars ({\displaystyle M_{\odot }}) i actualment té una massa de 19±4 {\displaystyle M_{\odot }}. La comparació amb les prediccions d'evolució estel·lar suggereix que Deneb començà com un estel de tipus O tardà, de rotació ràpida, a la seqüència principal i actualment està evolucionant cap a l'etapa de supergegant roig. El seu destí és quasi segur explotar en algun moment dels pròxims dos milions d'anys. L'estel té una llum constant, però el seu espectre, quan es descompon en un arc de colors, és lleugerament variable. Bufant en la seva superfície, hi ha un vent que provoca una pèrdua de massa de 0,8 milionèsimes parts d'una massa solar per any, cent mil vegades el flux que allibera el Sol.

## Literatura, cinema, TV i videojocs

Logo de Babylon 5 del 1994.

Com altres estels de primera magnitud, Deneb i els hipotètics planetes extrasolars que l'orbiten, s'utilitzen sovint en diverses obres de literatura, cinema i televisió, així com en videojocs. Alguns dels usos de ficció més coneguts de l'estel inclouen els relats d'Isaac Asimov, The Hazing (1942), The Feeling of Power (1958) i The Machine That Won the War (1961); la novel·la Hyperion de Dan Simmons de 1989; la sèrie de cinc novel·les The Tower and the Hive d'Anne McCaffrey; la sèrie de còmics The Silver Surfer de Marvel on el protagonista és originari de l'exoplaneta imaginari Zenn-La al sistema de Deneb.
En televisió apareix a l'episodi pilot de Star Trek: La nova generació i en altres episodis des de l'inici de la saga, i les sèries de televisió Blake's 7 (en castellà fou anomenada Los 7 de Blake) i Babylon 5. En videojocs hom troba Deneb a Traveller, Stellar 7, Spaceward Ho! i d'altres.